# Serrat de Sobils
El Serrat de Sobils és una serra situada al municipi de Montferrer i Castellbò, a la comarca de l'Alt Urgell, amb una elevació màxima de 1.051 metres.